# Ximena (Guayaquil)
Ximena ist ein südlicher Stadtteil von Guayaquil und eine Parroquia urbana im Kanton Guayaquil der ecuadorianischen Provinz Guayas. Die Fläche beträgt etwa 35 km². Die Einwohnerzahl lag 2010 bei 546.254.

## Lage
Die Parroquia Ximena bildet den Süden des Stadtgebietes von Guayaquil. Sie liegt am Westufer des nach Süden strömenden Río Guayas. Im Norden wird das Areal von der Avenida Quito und der Calle Venezuela begrenzt. Im Süden wird das Areal vom Estero Cobina begrenzt.

## Gliederung
Die Parroquia Ximena ist in folgende Barrios und Bezirke gegliedert:
- Barrio Cuba
- Barrio del Astillero
- Centenario
- Ciudadela Amazonas
- Ciudadela del Periodista
- Ciudadela Nueve de Octubre Este
- Floresta
- Guangala
- Guasmo Este
- Guasmo Oeste
- Huancavilca
- Isla Trinitaria
- La Pradera
- La Saiba
- Las Acacias
- Los Almendros
- Los Esteros
- Río Guayas
- Sopeña
- Unión
- Ximena

## Geschichte
Die Parroquia Ximena wurde am 26. Februar 1930 gegründet. Benannt wurde sie nach Rafael Ximena, einem Unabhängigkeitskämpfer.